# Vulsinia socorra
Vulsinia socorra är en fjärilsart som beskrevs av William Schaus 1928. Vulsinia socorra ingår i släktet Vulsinia och familjen björnspinnare. Inga underarter finns listade i Catalogue of Life.